# Кинај
Кинај (Јапански : 畿内 ; Capital Region) је јапански термин који означава древну поделу земље. "Кинај" је назив за древне покрајине око главног града Нара и  Хеиан-кјо. Пет провинција су звали go-kinai након 1760. године.
Назив се и данас користи да опише део Кансај регион, али генерално назив "регион Кинај" одговара само простору старих провинција.
Регион је установљен као један од Гокишичидо ("пет покрајина и седам округа") у току периода Асука (538-710). Она се састојала од следећих провинција:
- Изуми
- Кавачи
- Сетцу
- Јамаширо
- Јамато[2]